# Square Gaston-Baty
Square Gaston-Baty je square v Paříži ve 14. obvodu. Jeho rozloha činí 1035 m2.

## Poloha
Trojúhelníkovité square se nachází mezi ulicemi Rue Poinsot, Rue du Maine a Rue Jolivet.

## Historie
Square bylo zřízeno v roce 1929 a bylo pojmenováno po francouzském divadelníkovi Gastonovi Batym (1885-1852), který ve čtvrti Montparnasse provozoval Théâtre Montparnasse. V parku byla instalována bronzová socha malíře Chaïma Soutina, kterou v roce 1963 vytvořil sochař Arbit Blatas (1908-1999), který je pohřben na nedalekém hřbitově Montparnasse.